# Luigi Salvatorelli
Luigi Salvatorelli (Marsciano, 11 marzo 1886 – Roma, 3 novembre 1974) è stato uno storico e giornalista italiano.

## Biografia
Fu docente di Storia del cristianesimo, su posizioni affini al coevo Modernismo, all'Università di Napoli dal 1918 al 1921 allorché si trasferì a Torino ove fu condirettore de La Stampa, dando al quotidiano, non ancora di proprietà degli Agnelli,  una linea nettamente antifascista, mantenuta fino alla svolta editoriale imposta nel 1925 - a seguito del colpo di Stato Mussoliniano del 3 gennaio di quello stesso anno - per via della quale lo storico venne allontanato dal giornale torinese. Salvatorelli fin quel tempo aderiva all'Unione Nazionale di Giovanni Amendola. Nel 1942 fu tra i fondatori del Partito d'Azione, e dopo la Liberazione fece parte della Consulta Nazionale.
Nel biennio 1944-1946 diresse a Roma il settimanale di politica e cultura La Nuova Europa e fece parte del gruppo di intellettuali che a Torino ispirarono quel forte orientamento democratico e antifascista che ebbe significativi esiti sul piano culturale e politico. Si dedicò negli anni successivi a studi di Storia del cristianesimo e soprattutto del pensiero politico italiano ed europeo, temi sui quali scrisse varie opere, tornando nel 1949 a collaborare a La Stampa come editorialista per vari anni. Nel 1956 scrisse col collega Giovanni Mira un'apprezzata Storia d'Italia nel periodo fascista.
L'11 maggio 2002 si è costituita a Marsciano, con la collaborazione di varie istituzioni, una Fondazione che porta il suo nome e che opera per rivalutarne il pensiero, assegnando anche borse di studio a giovani studiosi di tematiche storiche. Nel trentennio della morte (novembre 2004) si è svolto il I Convegno della Fondazione, dedicato alla sua figura. Gli atti sono stati pubblicati dall'Editore Aragno di Torino nel 2008, contenenti la sterminata bibliografia dello storico e giornalista. A cadenza biennale la Fondazione organizza convegni e conferisce un Premio per la Storia.

## Opere
- R. Micacchi - L. Salvatorelli, Storia d'Italia ad uso delle scuole tecniche dal 774 al 1492. Volume 2, Casella Editore, 1914.
- Nazionalfascismo, Collana Biblioteca de "La Rivoluzione liberale" n.2, Torino, Piero Gobetti Editore, 1923. - Prefazione di Giorgio Amendola, Collana Piccola Biblioteca.Testi n.320, Einaudi, Torino, 1977. Postfazione di Emilio Gentile all'ultima ristampa dell'opera: Edizioni di Storia e Letteratura, Roma, 2016.
- Irrealtà nazionalista, Collana Res Publica n.10, Milano, Corbaccio, 1925.
- Vita di San Francesco d'Assisi, 1926. - Einaudi, Torino, 1973 - Collana gli Struzzi n.262, Einaudi, 1982-1992.
- San Benedetto e l'Italia del suo tempo, Bari, Laterza, 1929. - Postfazione di Girolamo Arnaldi, Collana Storia e Società, Laterza, Roma-Bari, 2007.
- Il pensiero politico italiano dal 1700 al 1870, Collana Biblioteca di cultura storica n.1, Torino, Einaudi, 1935-1943.
- Storia della letteratura latina cristiana dalle origini alla metà del VI secolo, Milano, Vallardi, 1936.
- La politica della Santa Sede dopo la guerra, Manuali di politica internazionale, Milano, Istituto per gli studi di politica internazionale, 1937.
- Sommario della storia d'Italia dai tempi preistorici ai nostri giorni.
  - Collana Biblioteca di cultura storica n.6, Einaudi, Torino, I ed. 1938, pp. XI-734; II ed. migliorata e accresciuta, 1939; III ed. 1942; IV ed. 1943; VI ed. 1950; VII ed. 1957 e IX ed. 1961 identiche; X ed. 1963; XII ed. riveduta e accresciuta 1969;
  - Collana Gli struzzi n.64, Einaudi, Torino, I ed. 1974, ISBN 978-88-06-27391-0 - ultima ed. 1999.
- La Triplice Alleanza. Storia diplomatica 1877-1912, Istituto per gli studi di Politica Internazionale, Milano, 1939
- Pio XI e la sua eredità pontificale, Collana Saggi n.15, Torino, Einaudi, 1939.
- Storia d'Italia Illustrata III. L'Italia Medioevale. Dalle invasioni barbariche al secolo XI, Milano, Mondadori.
- Storia d'Italia Illustrata IV. L'Italia Comunale. Dagli inizi del secolo XI alla metà del XIV, Milano, Mondadori, 1940.
- Storia d'Europa dal 1871 al 1914, Milano, I.S.P.I., 1940.
- Vent'anni fra due guerre, Roma, Edizioni Italiane, 1941.
- Profilo della Storia d'Europa, Collana Biblioteca di cultura storica n.15, Torino, Einaudi, 1942-1944.
- Pensiero e azione del Risorgimento, Collana Saggi n.44, Torino, Einaudi, 1943. - Collana Piccola Biblioteca n.37, Einaudi, Torino, 1963-1997 ISBN 978-88-06-04903-4.
- Casa Savoia nella storia d'Italia, Collana problemi della vita italiana n.3, Roma, Quaderni Liberi, 1944. - Biblioteca de Lo Stato Moderno, Gentile editore, Milano - La Cosmopolita, Roma, 1945 - Introduzione di Gabriele Turi, Collana Civitas, Edizioni di Storia e Letteratura, Roma, 2016, ISBN 978-88-637-2907-8.
- Leggenda e realtà di Napoleone, Torino-Roma, De Silva Editore, 1944. - Einaudi, 1960 - a cura di Luigi Mascilli Migliorini, UTET, Torino, 2011 ISBN 978-88-02-07613-3.
- La politica internazionale dal 1871 a oggi, Collana Problemi contemporanei n.7, Torino, Einaudi, 1946.
- Prima e dopo il Quarantotto, Torino, De Silva Editore, 1948.
- La Rivoluzione Europea [1848-1849], Milano, Rizzoli, 1949.
- Roma, Novara, Istituto Geografico De Agostini, 1951.
- Luigi Salvatorelli - Giovanni Mira, Storia d'Italia nel periodo fascista, Collana Biblioteca di cultura storica n.53, Torino, Einaudi, 1956-1974.
- La guerra fredda (1945-1955), Collana Biblioteca di cultura Contemporanea, Vicenza, Neri Pozza, 1956.
- Storia del Novecento, Collezione I Diamanti, Arnoldo Mondadori Editore, settembre 1957-1967. - Collana Oscar, Mondadori, Milano, 1971-1975.
- Lineamenti di storia mondiale recentissima (1919-1960), Firenze, Le Monnier, 1961.
- Unità d'Italia. Saggi Storici, Torino, Einaudi, 1961.
- Spiriti e Figure del Risorgimento, Firenze, Le Monnier, 1961-1962.
- Miti e Storia, Collana Saggi n.352, Torino, Einaudi, 1964.
- Un cinquantennio di rivolgimenti mondiali 1914-1971, Prefazione di Giovanni Spadolini, Collana Quaderni di Storia diretta da Giovanni Spadolini, Firenze, Le Monnier, 1972.; seconda edizione aggiornata, in due volumi a cura di Leone Bortone (Firenze, ib., 1976).